# Paranthropus aethiopicus
Espèce
Synonymes
- Paraustralopithecus aethiopicus Arambourg & Coppens, 1967
- Australopithecus aethiopicus Walker & Leakey, 1985
- Australopithecus walkeri Ferguson, 1989

Paranthropus aethiopicus est une espèce éteinte d'Hominina ayant vécu de la fin du Pliocène au début du Pléistocène, il y a entre 2,7 et 2,3 millions d'années, dans ce qui est actuellement l'Afrique de l'Est. La question de savoir si le genre Paranthropus est ou non un groupement invalide et serait synonyme d’Australopithecus est très débattue, de sorte que l'espèce est également désigné sous le nom d’Australopithecus walkeri dans certaines classifications. Malgré cela, il est généralement considéré comme étant l'ancêtre du beaucoup plus robuste P. boisei, ou du moins un proche parent.
Comme les autres espèces du genre Paranthropus, P. aethiopicus a un visage haut, un palais épais et des dents jugales particulièrement élargies. Cependant, probablement en raison de son archaïsme, il diverge également des autres espèces, certains aspects le faisant ressembler au beaucoup plus ancien A. afarensis. P. aethiopicus est principalement connu par le crâne catalogué KNM-WT 17000, découvert à Koobi Fora, dans le Lac Turkana, au Kenya. D'autres fossiles attribués au taxon furent découverts dans le même lieu, mais aussi dans la formation de Shungura en Éthiopie et à Laetoli au Kenya. Ces endroits comportaient des paysages de brousse à des paysages boisés, ouverts avec des prairies gorgées d'eau.

## Découverte et fossiles

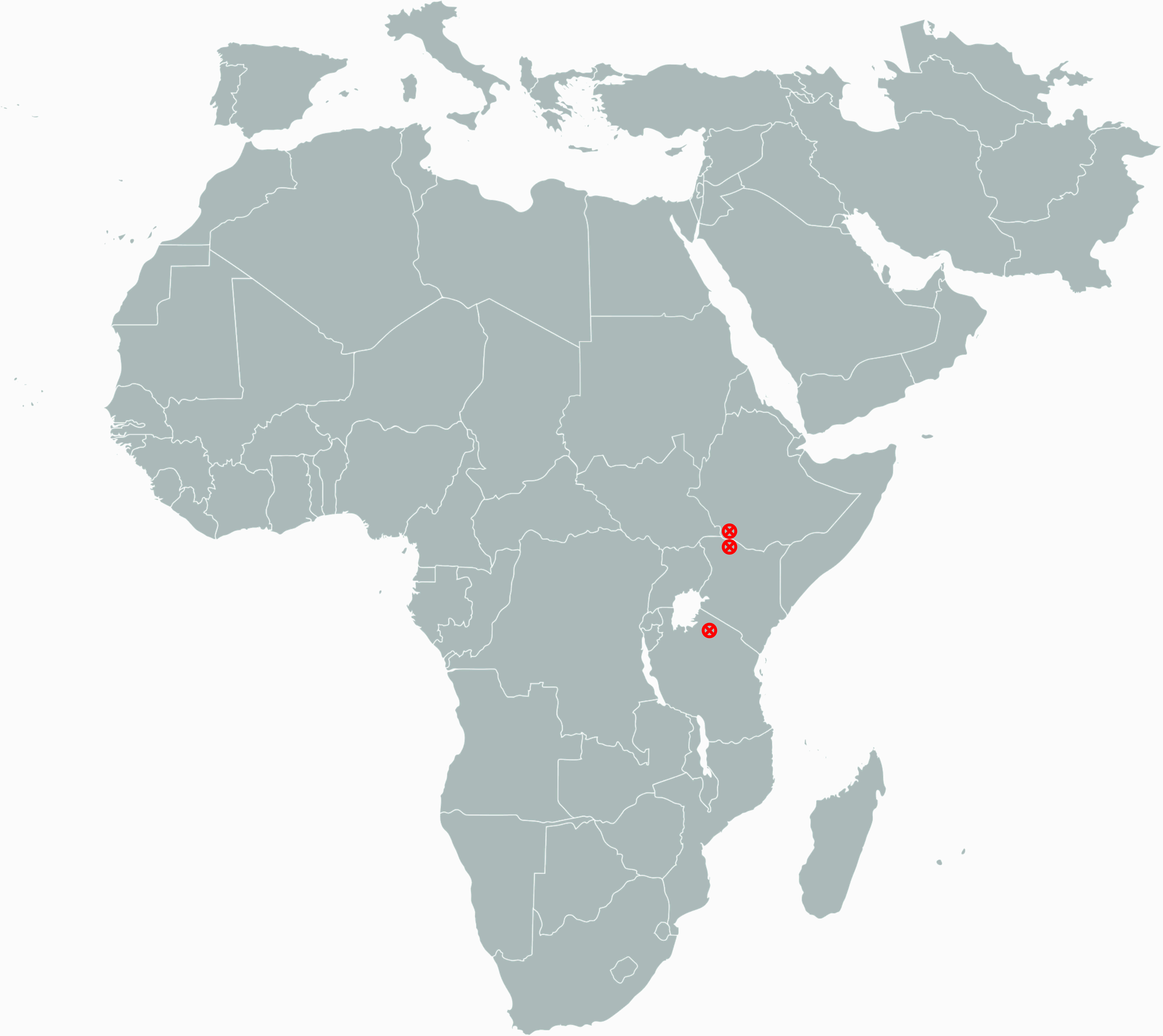
Carte montrant les emplacements des découvertes de P. aethiopicus.

En 1968, les paléoanthropologues français Camille Arambourg et Yves Coppens décrivent « Paraustralopithecus aethiopicus » à partir d'une mandibule édentée provenant de la formation de Shungura (en), en Éthiopie, catalogué Omo 18. L'épithète spécifique aethiopicus fait référence au pays où fut découvert le premier fossile. En 1976, Francis Clark Howell et Coppens le reclassent sous le nom d’Australopithecus africanus.
En 1985, un crâne incomplet, catalogué KNM-WT 17000, datant d'environ 2,5 millions d'années a été signalé à Koobi Fora, dans le lac Turkana au Kenya, par Alan Walker et Richard Leakey. Une mâchoire partielle d'un autre individu, KNM-WT 16005, a également été découverte. La constitution des fossiles indique clairement qu'ils appartenaient à un Hominina robuste. Lors de cette époque, des Hominina beaucoup plus récents avaient été signalés en Afrique du Sud (P. robustus) et en Afrique de l'Est (P. boisei), et avaient été attribués à Australopithecus ou au genre distinct Paranthropus. Walker et Leakey attribuent KNM-WT 17000 à l'espèce P. boisei et notent plusieurs différences anatomiques, mais ne savent pas si cela provient de l'archaïsme des spécimens ou représente la condition normale de variation pour l'espèce. Dans le premier cas, ils recommandent de les classer, ainsi que les spécimens similaires, dans une espèce différente, A. aethiopicus, et proposent que le taxon Paraustralopithecus soit invalidé. La découverte de ces spécimens archaïques a remis en question les postulats antérieurs selon lesquels P. robustus était l'ancêtre du bien plus robuste P. boisei (hypothèse notamment défendue par le paléoanthropologue Yoel Rak (de) en 1985), en établissant P. boisei comme étant apparu bien avant P. robustus.
En 1989, le paléoartiste Walter Ferguson (en) recommande que KNM-WT 17000 soit classé dans une espèce différente, A. walkeri, car l'holotype de P. aethiopicus ne comprend que la mandibule et KNM-WT 17000 ne préserve aucun élément de la mâchoire. La classification de Ferguson est presque universellement ignorée, et est considéré comme synonyme de P. aethiopicus.
Plusieurs autres spécimens de mâchoires inférieures et supérieures ont été découverts dans la formation de Shungura:112-113, dont un spécimen juvénile, catalogué L338y-6. En 2002, un maxillaire datant d'entre 2,7 à 2,5 millions d'années, catalogué EP 1500, provenant de Laetoli, en Tanzanie, a été attribué à P. aethiopicus. Les chercheurs mentionne également la trouvaille d'une partie supérieure d'un tibia, mais elle ne peut être définitivement associée à EP 1500 et donc à P. aethiopicus.

## Description
Typiquement chez les paranthropes, KNM-WT 17000 est fortement construit, le palais et la base du crâne étant à peu près de la même taille que l'holotype de P. boisei. Le volume cérébral de KNM-WT 17000 est estimé à 410 cm3, ce qui est plus petit que ceux des autres paranthropes. La combinaison d'un visage haut, d'un palais épais et d'un petit neurocrâne crée une crête sagittale très définie sur la ligne médiane du crâne. La seule couronne dentaire complète du spécimen est la troisième prémolaire droite, dont les dimensions sont bien au-dessus de la plage de variation pour P. robustus, et à l'extrémité supérieure pour P. boisei. Contrairement aux autres paranthropes, KNM-WT 17000 n'a pas de face plate et la mâchoire est saillante (prognathisme). En ce qui concerne l'os temporal, KNM-WT 17000 diffère des autres paranthropes en ce que la partie squameuse de l'os temporal est largement pneumatique, la partie tympanique de l'os temporal n'est pas orientée aussi verticalement, la base du crâne est faiblement fléchie, le processus postglénoïde est complètement antérieur au tympan, le tympan est de forme quelque peu tubulaire et le tubercule articulaire est faible. Comme P. boisei, le foramen magnum où le crâne se connecte à la colonne vertébrale est en forme de cœur. Le muscle temporal n'est probablement pas dirigé aussi vers l'avant que chez P. boisei, ce qui signifie que la mâchoire de P. aethiopicus aurait probablement traité les aliments avec les incisives avant d'utiliser les dents jugales. Les chercheurs pensent que les incisives de P. boisei n'auraient pas été impliquées dans la transformation des aliments. La longue distance entre la première molaire et la charnière de la mâchoire suggérerait que KNM-WT 17000 avait une branche exceptionnellement longue de la mandibule, bien que l'emplacement de la charnière indique que la branche n'aurait pas été particulièrement profonde. Cela peut avoir produit une morsure moins efficace par rapport à P. boisei.

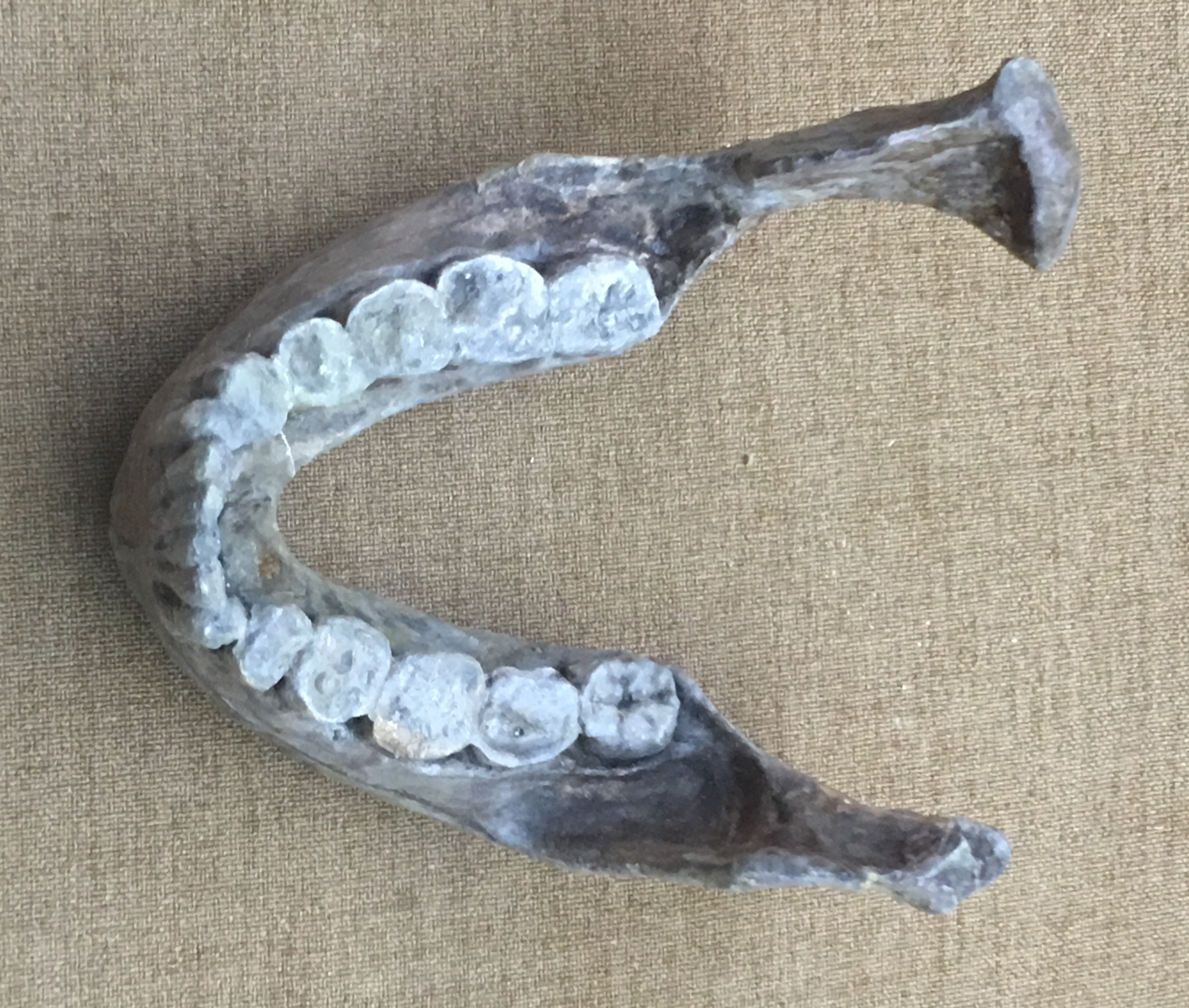
Moulage de la mandibule de Peninj attribuée à P. boisei, qui est similaire à KNM-WT 16005.

KNM-WT 16005 est assez similaire à la mandibule de Peninj attribuée à P. boisei, présentant une mégadontie postcanine (en) avec des incisives et des canines relativement petites, basées sur les racines dentaires, et de grandes dents jugales. Néanmoins, les incisives étaient probablement beaucoup plus larges chez KNM-WT 16005. KNM-WT 16005 conserve quatre dents jugales sur le côté gauche : la troisième prémolaire mesurant 10,7 mm × 13,8 mm, la quatrième prémolaire mesurant 12 mm × 15 mm, la première molaire mesurant 15,7 mm × 14,3 mm et la deuxième molaire mesurant 17 mm × 16,7 mm. La quatrième prémolaire et la première molaire sont un peu plus petites que celles de la mandibule de Peninj, et la deuxième molaire un peu plus grosse. La mâchoire de KNM-WT 16005 est plus petite que celle qui aurait porté par KNM-WT 17000.
Beaucoup de ces caractéristiques de P. aethiopicus sont partagées avec le plus ancien A. afarensis, réitérant davantage l'archaïsme de l'espèce,.

## Classification
Le genre Paranthropus (qui vient du grec ancien παρα / para « à côté » et άνθρωπος / ánthropos « homme », également connu sous le nom d'« australopithèques robustes ») comprend généralement P. aethiopicus, P. boisei et P. robustus. P. aethiopicus est la plus vieille espèce connu du genre, les fossiles les plus anciens, provenant de la formation d'Omo Kibish (en) en Éthiopie, étant datés de la fin du Pliocène, vers environ 2,6 millions d'années. Il est également possible que P. aethiopicus ait évolué encore plus tôt, jusqu'à il y 3,3 millions d'années, sur les vastes plaines inondables kényanes de l'époque. P. aethiopicus n'est identifié avec certitude qu'à partir du crâne KNM-WT 17000 et de quelques mâchoires et dents isolées, et est généralement considéré comme étant l'ancêtre de P. boisei qui habitait également l'Afrique de l'Est, ce qui en ferait une chrono-espèce. En raison de cette relation, il est discutable de savoir si P. aethiopicus doit être synonymisé avec P. boisei ou si les différences résultant de l'archaïsme doivent justifier la distinction des espèces. Les termes P. boisei sensu lato (au sens large) et P. boisei sensu stricto (au sens strict) peuvent être utilisés pour respectivement inclure et exclure P. aethiopicus de P. boisei lors de la discussion de la lignée en tant qu'ensemble:106-107.
Il est également débattu si Paranthropus est un groupement naturel valide ou un groupement invalide d'hominidés d'apparence similaire. Les éléments squelettiques sont si limités chez ces trois espèces que leurs affinités avec les autres Hominina sont difficiles à évaluer avec précision. Les mâchoires sont le principal argument en faveur de la monophylie, mais une telle anatomie est fortement influencée par le régime alimentaire et l'environnement, et pourrait selon toute vraisemblance avoir évolué indépendamment chez P. boisei et P. robustus. Les partisans de la monophylie considèrent que P. aethiopicus est ancestral aux deux autres espèces, ou étroitement lié à un ancêtre commun. Les partisans de la paraphylie attribuent ces trois espèces au genre Australopithecus sous le nom d’A. boisei, A. aethiopicus et A. robustus. Le géologue britannique Bernard Wood (en) et le paléoanthropologue américain William Kimbel (en) sont les principaux partisans de la monophylie, et ceux étant contre incluent notamment Walker:117-121.
Ci-dessous, un premier cladogramme montrant la monophylie du genre Paranthropus, avec P. aethiopicus étant considéré comme partageant un ancêtre commun avec P. boisei et P. robustus:119 :
|  | P. aethiopicus                                            |
|  |                                                           |
|  | \| \| P. boisei \| \| \| \| \| \| P. robustus \| \| \| \| |
|  |                                                           |
|  | P. boisei                                                 |
|  |                                                           |
|  | P. robustus                                               |
|  |                                                           |

|  | P. boisei   |
|  |             |
|  | P. robustus |
|  |             |

|  | P. aethiopicus                                            |
|  |                                                           |
|  | \| \| P. boisei \| \| \| \| \| \| P. robustus \| \| \| \| |
|  |                                                           |
|  | P. boisei                                                 |
|  |                                                           |
|  | P. robustus                                               |
|  |                                                           |

|  | P. boisei   |
|  |             |
|  | P. robustus |
|  |             |

Ci dessous, un cladogramme soutenant la thèse paraphylétique, rendant invalide le genre Paranthropus:119 : 
|  | A. africanus |
|  |              |
|  | P. robustus  |
|  |              |

|  | P. aethiopicus |
|  |                |
|  | P. boisei      |
|  |                |

|  | A. africanus |
|  |              |
|  | P. robustus  |
|  |              |

|  | P. aethiopicus |
|  |                |
|  | P. boisei      |
|  |                |

|  | A. africanus |
|  |              |
|  | P. robustus  |
|  |              |

|  | P. aethiopicus |
|  |                |
|  | P. boisei      |
|  |                |

|  | A. africanus |
|  |              |
|  | P. robustus  |
|  |              |

|  | P. aethiopicus |
|  |                |
|  | P. boisei      |
|  |                |

Ci dessous, un cladogramme considérant P. aethiopicus comme étant ancestral à P. boisei et P. robustus, basée d'après McNulty (2016) : 
|  | Homo      |
|  |           |
|  | A. sediba |
|  |           |

|                | A. garhi                                                  |
|                |                                                           |
| P. aethiopicus | \| \| P. boisei \| \| \| \| \| \| P. robustus \| \| \| \| |
|                | \| \| P. boisei \| \| \| \| \| \| P. robustus \| \| \| \| |
|                | P. boisei                                                 |
|                |                                                           |
|                | P. robustus                                               |
|                |                                                           |

|  | P. boisei   |
|  |             |
|  | P. robustus |
|  |             |

|  | Homo      |
|  |           |
|  | A. sediba |
|  |           |

|                | A. garhi                                                  |
|                |                                                           |
| P. aethiopicus | \| \| P. boisei \| \| \| \| \| \| P. robustus \| \| \| \| |
|                | \| \| P. boisei \| \| \| \| \| \| P. robustus \| \| \| \| |
|                | P. boisei                                                 |
|                |                                                           |
|                | P. robustus                                               |
|                |                                                           |

|  | P. boisei   |
|  |             |
|  | P. robustus |
|  |             |

|  | Homo      |
|  |           |
|  | A. sediba |
|  |           |

|                | A. garhi                                                  |
|                |                                                           |
| P. aethiopicus | \| \| P. boisei \| \| \| \| \| \| P. robustus \| \| \| \| |
|                | \| \| P. boisei \| \| \| \| \| \| P. robustus \| \| \| \| |
|                | P. boisei                                                 |
|                |                                                           |
|                | P. robustus                                               |
|                |                                                           |

|  | P. boisei   |
|  |             |
|  | P. robustus |
|  |             |

|  | Homo      |
|  |           |
|  | A. sediba |
|  |           |

|                | A. garhi                                                  |
|                |                                                           |
| P. aethiopicus | \| \| P. boisei \| \| \| \| \| \| P. robustus \| \| \| \| |
|                | \| \| P. boisei \| \| \| \| \| \| P. robustus \| \| \| \| |
|                | P. boisei                                                 |
|                |                                                           |
|                | P. robustus                                               |
|                |                                                           |

|  | P. boisei   |
|  |             |
|  | P. robustus |
|  |             |

Cette espèce, initialement nommée Paraustralopithecus aethiopicus, ne peut pas conserver l'épithète spécifique aethiopicus si elle est déplacée vers le genre Australopithecus, car le nom A. aethiopicus est déjà un synonyme plus récent d’A. afarensis. Une telle classification devrait utiliser le nom A. walkeri pour cette espèce. Le changement d'épithète spécifique se produirait également dans une taxonomie classant tous les Hominina comme des représentants du genre Homo.

## Paléoécologie
En général, il est communément admis que les paranthropes étaient des mangeurs généralistes, le crâne fortement construit devenant important lors de la mastication d'aliments moins désirables et de qualité inférieure en période de famine. Contrairement à P. boisei qui se trouve généralement dans le contexte d'environnements fermés et humides, P. aethiopicus semble avoir habité la brousse pour ouvrir des habitats boisés autour des prairies gorgées d'eau:121. Il y a 2,5 millions d'années (à la frontière Pliocène/Pléistocène), le bassin Omo-Turkana présentait un mélange de forêts, de bois, de prairies et de brousse, bien que les prairies semblent s'être étendues au Pléistocène inférieur. Des représentants primitifs du genre Homo semble être entré dans la région il y a entre 2,5 et 2,4 millions d'années.